# قویجوق علیا
قویجوق علیا، روستایی از توابع بخش افشار شهرستان خدابنده در استان زنجان ایران است که آب و هوای متعادل دارد محصول روستا گندم،نخود،یونجه و هندوانه است.

## جمعیت
این روستا در دهستان قشلاقات افشار قرار دارد و براساس سرشماری مرکز آمار ایران در سال ۱۳۸۵، جمعیت آن ۳۱۲ نفر (۶۳خانوار) بوده‌است.